# Trilha sonora de As Brasileiras
A trilha sonora da série As Brasileiras, conta com regravações inéditas feitas especialmente para série. A direção músical ficou por conta do cantor Pedro Luís, que também desempenhou a função em As Cariocas, formato que baseou a série, e contou com a supervisão musical de Olivia Byington
Capa com: Todas as brasileiras 
| Abaixo estão as faixas que compõe a trilha sonora da série: |                               |                                                            |                               |         |  |
| N.º                                                         | Título                        | Compositor(es)                                             | Episódio                      | Duração |  |
| 1.                                                          | "Viola Fora de Moda"          | Edu Lobo                                                   | O Anjo de Alagoas             |         |  |
| 2.                                                          | "Safada"                      | Wando e Chico Anísio                                       | A Viúva do Maranhão           |         |  |
| 3.                                                          | "Uma Brasileira"              | Carlinhos Brown e Herbert Vianna                           | A Inocente de Brasília        |         |  |
| 4.                                                          | "Erva Venenosa (Poison Ivy)"  | Jerry Leiber/Mike Stoller versão Rossini Pinto             | A Venenosa de Sampa           |         |  |
| 5.                                                          | "Vitoriosa"                   | Ivan Lins                                                  | A Doméstica de Vitória        |         |  |
| 6.                                                          | "Bela Fera"                   | Pedro Luís                                                 | Tema de Abertura              |         |  |
| 7.                                                          | "O Que é que a bahiana tem?"  | Dorival Caymmi                                             | A Desastrada de Salvador      |         |  |
| 8.                                                          | "Moça Bonita"                 | Geraldo Azevedo                                            | A De Menor do Amazonas        |         |  |
| 9.                                                          | "Tem Pouca Diferença"         | Jackson do Pandeiro                                        | A Indomável do Ceará          |         |  |
| 10.                                                         | "Por Causa de Você Menina"    | Jorge Ben Jor                                              | A Mamãe da Barra              |         |  |
| 11.                                                         | "Incompatibilidade de gênios" | João Bosco e Aldir Blanc                                   | A Apaixonada de Niterói       |         |  |
| 12.                                                         | "O Sol Nascerá"               | Elton Medeiros e Cartola                                   | Maria do Brasil               |         |  |
| 13.                                                         | "Peguei uma Ita no Norte"     | Demá Chagas, Arizão, Celso Trindade, Bala, Guaracy, Quinho | A Sambista da BR-116          |         |  |
| 14.                                                         | "Bambino"                     | Ernesto Nazareth e José Miguel Wisnik                      | A Culpada de BH               |         |  |
| 15.                                                         | "Sabe Você"                   | Vinícius de Moraes                                         | A Sexóloga de Floripa         |         |  |
| 16.                                                         | "Nervos de Aço"               | Lupicinio Rodrigues                                        | A Fofoqueira de Porto Alegre  |         |  |
| 17.                                                         | "Garota Porongondon"          | Vinícius de Moraes e Baden Powell                          | A Perseguida de Curitiba      |         |  |
| 18.                                                         | "Garota Nacional"             | Samuel Rosa e Chico Amaral                                 | A Mascarada do ABC            |         |  |
| 19.                                                         | "Bandido Corazón"             | Rita Lee                                                   | A Adormecida de Foz do Iguaçu |         |  |
| 20.                                                         | "O Úirapuru"                  | Waldemar Henrique da Costa Pereira                         | A Selvagem de Santarém        |         |  |

| Não Incluidas na trilha sonora oficial: |                  |                               |                           |         |  |
| N.º                                     | Título           | Compositor(es)                | Episódio                  | Duração |  |
| 1.                                      | "Agora Corra"    | Lula Queiroga                 | A Justiceira de Olinda    |         |  |
| 2.                                      | "Luz da Nobreza" | Pedro Luís (cantor)Pedro Luís | A Reacionária do Pantanal |         |  |
| 3.                                      | "Monomania"      | Clarice Falcão                | A Vidente de Diamantina   |         |  |